# Juan Antonio de Laiglesia
Juan Antonio de Laiglesia (Madrid, 1917-2002) fue un dramaturgo y guionista de historieta español.

## Biografía
Abogado y periodista, carrera a la que dedicó gran parte de su vida, Juan Antonio de Laiglesia fundó en 1950 la compañía itinerante "La Carreta".
Estrenó sus siguientes obras en el Teatro María Guerrero: El rey cobardica (22/11/1953), infantil; El gato con notas (17/01/1954), musical, y la exitosa La rueda (22/04/1955), por la que el año anterior había obtenido el premio Calderón de la Barca.
Ya era, por lo tanto, un autor renombrado cuando empezó a escribir los guiones de una nueva serie de Editorial Maga: Audaces Legionarios (1958), con dibujos de Leopoldo Ortiz. Casi sin solución de continuidad, obtuvo un fenomenal éxito con Piel de Lobo (1959) y El Coloso (1960), junto a Manuel Gago y Manuel López Blanco, respectivamente, pero no consiguió repetirlo con José Ortiz en Huracán (1960).
En 1965 escribió El vicario de Dios en defensa de Pío XII.

## Obra
Historietística
| Años | Título              | Dibujante                | Editorial | Género          |
| ---- | ------------------- | ------------------------ | --------- | --------------- |
| 1958 | Audaces Legionarios | Leopoldo Ortiz           | Maga      | Bélico          |
| 1959 | Piel de Lobo        | Manuel Gago              | Maga      | Fantástico      |
| 1960 | El Coloso           | López Blanco             | Maga      | Histórico       |
| 1960 | Huracán             | José Ortiz, López Blanco | Maga      | Ciencia Ficción |

Teatral
| Año  | Título              | Género |
| ---- | ------------------- | ------ |
| 1954 | La rueda            |        |
| 1965 | El vicario de Dios  |        |
|      | Las tres hogueras   |        |
|      | Veneno para Violeta |        |